# Chris Ellis
Chris Ellis, nacido el 14 de abril de 1956 en Dallas, Texas, es un actor estadounidense de cine y televisión.

## Vida y carrera
Ellis siempre quiso ser actor debido a la televisión. Se crio en los años 50 en la profundidad de un "mundo de privaciones y violencia", pero en la televisión vio personas que parecían tener una vida llena de privilegios.
Le tomó siete años terminar la universidad, porque según lo que él dice, siempre fue un holgazán. Durante esos años, Chris se involucró en el teatro comunitario en Memphis, donde según el, la calidad de trabajo ha sido siempre bastante buena.
Para el momento en que se trasladó a Nueva York, ya había trabajado con muchos actores de excelencia en cerca de dos docenas de obras clásicas y contemporáneas.
Su primer papel, ya sea en televisión o el cine llegó en 1979, donde interpretó a un camionero en la película para televisión La mujer del suicida, protagonizada por Angie Dickinson. Después de trabajar en el teatro regional durante algo más de un año, Chris salió de escena y no trabajó durante unos diez años. Durante ese tiempo vivió en la miseria de Manhattan. Sin embargo, en un período de nueve meses en 1987, Chris aceptó 102 invitaciones a cenar. "No sé por qué seguían llegando, ni por qué las he contado, aunque si sé por qué me las acepté."
En 1990, se produjo una ruptura cuando consiguió un papel en Días de trueno, protagonizada por Tom Cruise, Nicole Kidman, Cary Elwes, Robert Duvall, Randy Quaid, John C. Reilly, y Fred Dalton Thompson. Esto parece haber puesto en marcha la carrera de Ellis con papeles en películas como Mi primo Vinny con Joe Pesci y Marisa Tomei, un pequeño papel en Addams Family Values, y uno un poco más grande en Apolo 13, junto a Tom Hanks. También comenzó a recibir créditos en algunos conocidos programas de televisión como Melrose Place, NYPD Blue, y Los Expedientes Secretos X.
Además de haber trabajado con Hanks en Apolo 13, también han trabajado juntos en That Thing You Do!, la miniserie de televisión De la Tierra a la Luna, y Atrápame si puedes. Ellis volvió a hacer un control de la misión ficticia de la NASA, cuando interpretó a un director de vuelo en 1998 en Armageddon.
Otras películas en las que Ellis ha aparecido incluyen Bean: La película, Home Fries, Cielo de octubre, Live Free or Die Hard, y Transformers. Sus trabajos en televisión también incluyen The West Wing, Ghost Whisperer, Chicago Hope, The Pretender, Alias, CSI: Nueva York, Burn Notice, y Cold Case. Apareció en tres episodios de la primera temporada de Millenium como miembro del grupo de Jim Panseayres. Se le ha establecido una reputación de ser un talento especial para retratar a los legisladores del sur o a serios militares o personajes del tipo policial. Ha sido elegido para realizar el rol de un sacerdote en The Dark Knight Rises, de Christopher Nolan.
También apareció en Juego asesino, interpretando al detective Hollis MacKie, junto a James Spader, Marisa Tomei y Keanu Reeves, Mentes criminales como el Sheriff Jimmy Rodas, que pide la ayuda de la BAU en la investigación de una serie de asesinatos en Nuevo México. Además de eso, también tuvo dos apariciones especiales en el NCIS como el sargento de artillería John Deluca.